# Ледвидж, Фрэнсис Эдвард
Фрэнсис Эдвард Ледвидж (англ. Francis Edward Ledwidge; 19 августа 1887 года — 31 июля 1917 года) — ирландский поэт и националист.

## Биография
Родился в ирландской деревушке Слейн. Достаток родителей был невелик, к тому же через пять лет после рождения Фрэнсиса многочисленная семья Ледвиджей потеряла кормильца. В 13-летнем возрасте мальчику пришлось оставить учёбу и начать зарабатывать на жизнь: в разные годы Фрэнсис был батраком, каменщиком, шахтером. Участвовал в профсоюзном движении и создал низовую ячейку националистической организации «Ирландские добровольцы».
В Первую мировую войну Ледвидж отправился добровольцем на фронт, как и многие ирландские парни, служил в 5-м батальоне полка Королевских иннискиллингских фузилёров. Участвовал в Дарданелльской операции, в сражениях на Салоникском фронте, позднее переброшен на Западный фронт. Погиб 31 июля 1917 года в ходе наступления в районе города Ипр (в этот же день и в этом же сражении был убит валлийский поэт Хедд Уин). Похоронен на кладбище, созданном на месте сражения.

## Творчество
Первая публикация стихов состоялась в местном издании, когда Фрэнсису было 14 лет. В 1912 году он послал тетрадку стихотворений писателю Эдварду Планкетту (лорду Дансери). Планкетт высоко оценил творчество Ледвиджа, ввёл его в литературные круги Ирландии и помог (в том числе финансово) издать первый сборник молодого поэта — «Песни полей» (в творчестве Ледвиджа вообще были сильны сельские мотивы). После гибели поэта Планкетт, бывший командиром его полка, выпустил сборник военных стихотворений Ледвиджа, а в 1919 году — собрание его сочинений.